# ŠK Kaisa Banja Luka
ŠK Kaisa Banja Luka – bośniacko-hercegowiński klub szachowy z siedzibą w Banja Luce, mistrz kraju kobiet z 2009 roku.

## Historia
Klub został założony w listopadzie 2000 roku. Cechą charakterystyczną jego działalności jest praca z osobami niepełnosprawnymi fizycznie. W sezonie 2008 klub zajął trzecie miejsce w Premijer lidze kobiet, za Rudarem Ugljevik i ŠK Bihać. W 2009 roku Kaisa zdobyła mistrzostwo kraju. Zawodniczkami klubu były wówczas Nataša Bojković, Anđelija Stojanović i Elena Borić. Klub nie przystąpił do rozgrywek kobiecej Premijer ligi w sezonie 2010.